# Матшина, Магдалена
Магдалена Матшина (нем. Magdalena Matschina; род. 23 марта 2005) — немецкая саночница. Двукратный призёр чемпионата мира 2025 года. Член сборной Германии по санному спорту. Призёр этапов Кубка мира.

## Биография
Матшина начала свою карьеру в двойках в паре с Анникой Краузе в сезоне 2021/2022 годов, но перед началом сезона получила травму — перелом копчика, упав во время тренировки, и не участвовала в соревнованиях до конца сезона. 15 января 2022 года дебютировала на этапах Кубка мира по санному спорту.
В июле 2024 года было объявлено, что Магдалена будет выступать в паре с Даяной Айтбергер. На Кубке мира по санному спорту 2024/2025 годов эта пара заняла высокое седьмое место в итоговом зачёте.
На чемпионате мира 2025 года в Канаде, Магдалена в новой дисциплине — парный микст, в составе немецкой команды, завоевала серебряную медаль, а на следующий день стала бронзовым призёром в женских двойках в паре с Даяной Айтбергер.